# Alberto Curtolo
Alberto Curtolo (født 14. august 1984) er en italiensk tidligere professionel cykelrytter.